# Junkers Ju 252
O Junkers Ju 252 foi uma aeronave de transporte aéreo desenvolvida pela Junkers em Outubro de 1941. Planeava-se que este monoplano trimotor viesse a substituir o Junkers Ju 52, contudo apenas 15 unidades foram construídas, e todas foram usadas pela Luftwaffe.

## Desenvolvimentos posteriores
O seu design levou à criação do Junkers Ju 352.
Mais tarde, houve planeamento para um Ju 452, cuja missão seria a de transporte aéreo pesado. Apenas um exemplar em madeira foi construído.